# Дисконтированная стоимость
Дисконтированная (приведённая, текущая) стоимость — оценка стоимости (текущий денежный эквивалент) будущего потока платежей исходя из различной стоимости денег, полученных в разные моменты времени (концепция временно́й ценности денег). Денежная сумма, полученная сегодня, обычно имеет более высокую стоимость, чем та же сумма, полученная в будущем. Это связано с тем, что деньги, полученные сегодня, могут принести в будущем доход после их инвестирования. Кроме того, деньги полученные в будущем в условиях инфляции обесцениваются (на ту же сумму в будущем можно приобрести меньшее количество товаров и услуг). Также есть другие факторы, снижающие стоимость будущих платежей. Неравноценность разновременных денежных сумм численно выражается в ставке дисконтирования.
Дисконтированная стоимость некоторой будущей суммы {\displaystyle X} равна денежной сумме, при инвестировании которой сейчас (с доходностью, равной ставке дисконтирования), в будущем (в тот же момент времени) будет получена сумма {\displaystyle X} . Дисконтированная стоимость потока платежей равна сумме дисконтированных стоимостей отдельных платежей, входящих в этот поток. Она фактически равна дисконтированной величине будущей стоимости денежного потока (сумма, которая будет получена в будущем, если денежный поток инвестировать в моменты получения платежей под ставку дисконтирования).
Дисконтированная стоимость широко используется в экономике и финансах как инструмент сравнения потоков платежей, получаемых в разные сроки. Модель дисконтированной стоимости позволяет определить, какой объём финансовых вложений готов сделать инвестор для получения данного денежного потока. Дисконтированная стоимость будущего потока платежей является функцией ставки дисконтирования, которая может определяться в зависимости от:
- доходности альтернативных вложений;
- стоимости привлечения (заимствования) средств;
- инфляции;
- срока, через который ожидается будущий поток платежей;
- риска, связанного с данным будущим потоком платежей;
- других факторов.

Показатель дисконтированной стоимости используется в качестве основы для вычисления амортизации финансовых заимствований.

## Практическое объяснение
Ценность денежных средств изменяется со временем. 100 рублей, полученные через пять лет, имеют иную (в большинстве случаев, меньшую) ценность чем 100 рублей, которые имеются в наличии. Имеющиеся в наличии денежные средства можно инвестировать в банковский депозит или любой другой инвестиционный инструмент, что обеспечит процентный доход. То есть 100 руб. сегодня, дают 100 руб. плюс процентный доход через пять лет. Кроме того, на имеющиеся в наличии 100 руб. можно приобрести товар, который через пять лет будет иметь более высокую цену вследствие инфляции. Следовательно 100 руб. через пять лет не позволят приобрести тот же товар. В данном примере показатель дисконтированной стоимости позволяет вычислить сколько на сегодняшний день стоят 100 руб., которые будут получены через пять лет.

## Наращение процентов и дисконтирование
Пусть некоторая денежная сумма {\displaystyle PV} вкладывается под ставку {\displaystyle i} за единицу времени (день, месяц, квартал, год). Предполагается, что проценты начисляются и капитализируются в каждую единицу времени и фактически реинвестируются. Тогда в будущий момент времени {\displaystyle t} будет получена сумма {\displaystyle FV_{t}}, рассчитанная по формуле сложных процентов:
{\displaystyle FV_{t}=PV(1+i)^{t}}
Соответственно, если дана денежная сумма {\displaystyle FV_{t}} на некоторый будущий момент времени {\displaystyle t}, можно рассчитать сумму {\displaystyle PV}, которую нужно вложить под ставку {\displaystyle i}, чтобы получить {\displaystyle FV_{t}} к этому моменту, следующим образом:
{\displaystyle PV=FV_{t}(1+i)^{-t}\,={\frac {FV_{t}}{(1+i)^{t}}}}
Величину {\displaystyle PV} называют дисконтированной (приведённой, текущей) стоимостью будущей суммы {\displaystyle FV_{t}}, а ставку {\displaystyle i} — ставкой дисконтирования. Саму операцию нахождения текущей стоимости будущей суммы называют дисконтированием.
В общем случае сумма может быть приведена к любому моменту времени (не только к текущему):
{\displaystyle PV_{t_{0}}={\frac {FV_{t}}{(1+i)^{t-t_{0}}}}}
Приведение разновременных сумм к одному и тому же моменту времени делает их сопоставимыми (равноценными) с точки зрения концепции временно́й ценности денег. Предполагается, что существует возможность вложить любую сумму в любой момент времени в некоторый инструмент (например, банковский депозит) с доходностью {\displaystyle i}. Природа инструмента несущественна, имеет значение только доходность при сопоставимом риске. В случае, если в качестве {\displaystyle i} используется инфляция — это вложения в дорожающие товары и услуги. В качестве {\displaystyle i} может выступать стоимость привлечения (заимствования) денег.

### Пример
Если через 1 год ожидается сумма 121 рубль, то при ставке дисконтирования 10 % годовых дисконтированная стоимость будет равна {\displaystyle 121/(1+0{,}1)=110} рублей. Если эта же сумма ожидается только через два года, то дисконтированная стоимость равна {\displaystyle 121/(1+0{,}1)^{2}=121/1{,}21=100} рублей.
В табличных процессорах в состав финансовых функций входит функция для вычисления дисконтированной стоимости. В OpenOffice.org Calc для вычисления дисконтированной стоимости различных видов платежей применяется функция PV.

## Дисконтированная стоимость денежных потоков

### Денежные потоки
Денежным потоком называют распределённое во времени движение денежных средств. Во многих случаях (депозиты, кредиты, ценные бумаги и др.) денежный поток представляет собой упорядоченную по времени совокупность денежных сумм (платежей) — это так называемый дискретный денежный поток или поток платежей. Таким образом, поток платежей {\displaystyle CF=(CF_{1},CF_{2},....,CF_{n})}, где {\displaystyle CF_{k}} — платёж, осуществляемый в момент времени {\displaystyle t_{k}}, {\displaystyle k=1..n}. При этом формально n может быть также и бесконечным (бесконечный поток платежей). Если платежи осуществляются через равные промежутки времени, то иногда такой поток платежей называют финансовой рентой. Рента с постоянной величиной платежа называется аннуитетом (в некоторых источниках финансовая рента и аннуитет — эквивалентные понятия).
В некоторых случаях частота платежей может быть настолько большой, что денежный поток можно считать непрерывным. В частности, это имеет место для денежных потоков от обычной операционной деятельности компаний, потоков от инвестиционных проектов и т. д. Формально для непрерывных потоков можно ввести функцию плотности потока {\displaystyle c(t)}. Однако, на практике непрерывное время заменяется дискретным. А именно анализируемый период разбивается на равные периоды (месяц, квартал, год) и каждый период получает последовательный номер (это и есть дискретное время). Тогда денежный поток за каждый такой период {\displaystyle CF_{t}} является фактически платежом в дискретный момент времени, соответствующий этому периоду. Таким образом непрерывный поток сводится, точнее моделируется как дискретный поток (поток платежей), описанный выше. Часто это интерпретируется также как платежи, осуществляемые в конце соответствующего периода — это так называемый поток постнумерандо. В некоторых случаях потоки рассматривают как платежи в начале каждого периода — поток пренумерандо.
Таким образом, можно считать, что денежный поток CF задаётся всегда упорядоченной совокупностью денежных сумм {\displaystyle CF_{t}} — элементов денежного потока (платежей).

### Дисконтированная стоимость потока платежей
Дисконтированная стоимость потока платежей {\displaystyle CF=(CF_{1},CF_{2},....,CF_{n})}, где {\displaystyle CF_{k}} — платёж, осуществляемый в момент времени {\displaystyle t_{k}}, {\displaystyle k=1..n}, равна сумме дисконтированных стоимостей каждого из составляющих потока:
{\displaystyle PV=\sum _{k=1}^{n}{{\frac {CF_{k}}{(1+i)^{t_{k}}}}\,}}
Поток платежей разобьём на первый {\displaystyle CF_{1}} и остальной {\displaystyle (CF_{2},CF_{3},....)}. Обозначим приведённую к моменту первой выплаты стоимость остаточного денежного поток {\displaystyle PV_{1}^{*}}. Суммы {\displaystyle CF_{1}} и {\displaystyle PV_{1}^{*}} относятся к одному моменту времени и их можно привести к текущему моменту делением на {\displaystyle (1+i)^{t_{1}}}
{\displaystyle PV_{0}={\frac {CF_{1}}{(1+i)^{t_{1}}}}+{\frac {PV_{1}^{*}}{(1+i)^{t_{1}}}}}
Аналогичным образом можно разделить остаточный поток на платёж {\displaystyle CF_{2}} и оставшийся после {\displaystyle t_{2}} поток и получим 
{\displaystyle PV_{1}^{*}={\frac {CF_{2}}{(1+i)^{t_{2}-t_{1}}}}+{\frac {PV_{2}^{*}}{(1+i)^{t_{2}-t_{1}}}}}
Подставив это в первую формулу получим
{\displaystyle PV_{0}={\frac {CF_{1}}{(1+i)^{t_{1}}}}+{\frac {CF_{2}}{(1+i)^{t_{2}}}}+{\frac {PV_{2}^{*}}{(1+i)^{t_{2}}}}}
Поступая аналогичным образом и далее до последнего платежа, окончательно получим формулу дисконтированной стоимости всего денежного потока
{\displaystyle PV=\sum _{k=1}^{n}{\frac {CF_{k}}{(1+i)^{t_{k}}}}}
При вложении суммы {\displaystyle PV} на период до {\displaystyle t>=t_{n}} под ставку {\displaystyle i} будет в конечном итоге получена сумма:
{\displaystyle FV=PV*(1+i)^{t}=\sum _{k=1}^{n}CF_{k}(1+i)^{t-t_{k}}}
Таким образом, эта сумма равна сумме, которая будет получена в этот же момент, если последовательно под ту же ставку вкладывать отдельные элементы потока до времени t. Таким образом, дисконтированная стоимость денежного потока равна дисконтированной стоимости наращенной суммы этого потока.
Если платежи осуществляются через равные промежутки времени, то формулу можно записать без дополнительного индекса нумерации платежей {\displaystyle k}. Время {\displaystyle t} и будет представлять просто номер платежа:
{\displaystyle PV=\sum _{t=1}^{n}{\frac {CF_{t}}{(1+i)^{t}}}}
В этих формулах время измеряется в единицах периода ставки дисконтирования i. Обычно ставка даётся годовая, а время может быть дано в днях, месяцах, кварталах и т. д. В этом случае в качестве времени используют отношение времени в заданных единицах к продолжительности года в тех же единицах (например, если выплата через квартал, то это 0,25 года). Если платежи осуществляются через равные промежутки времени, пересчитывают ставку на этот период по формуле сложных процентов: {\displaystyle i'=(1+i)^{1/T}-1}, где T — продолжительность года в единицах этого периода (например для ежемесячного платежа — это 12, для ежеквартального — 4 и т. д.).

### Пример
Имеется облигация номиналом в 1000 рублей со сроком до погашения 1 год и ежеквартальным купоном 20 рублей, что соответствует купонной ставке 8 % годовых (20 x 4 / 1000 = 0,08). Владелец облигации получает в первые три квартала по 20 рублей, а в четвёртом квартале — 20 рублей и сумму погашения. Таким образом, структура выплат следующая: 20 + 20 + 20 + 1020. Периоды между платежами равные.
Теперь продисконтируем данный поток платежей. Допустим, ставка дисконтирования равна 6,14 % годовых (например, это ожидаемая инфляция или 5,5 % безрисковая ставка плюс премия за риск 0,64 % для инструментов с данным риском — цифра условная для примера). Можно посчитать квартальную ставку как {\displaystyle 1{,}0614^{1/4}-1} получаем примерно 1,5 % в квартал. Таким образом, дисконтированная стоимость данного потока платежей при квартальной ставке в 1,5 % будет равна
{\displaystyle {\frac {20}{1{,}015}}+{\frac {20}{1{,}015^{2}}}+{\frac {20}{1{,}015^{3}}}+{\frac {1020}{1{,}015^{4}}}=19{,}704+19{,}413+19{,}126+960{,}995=1019{,}24}
То же самое можно рассчитать непосредственно через годовую ставку, не рассчитывая квартальную ставку, а используя время в долях от года:
{\displaystyle {\frac {20}{1{,}0614^{0{,}25}}}+{\frac {20}{1{,}0614^{0{,}5}}}+{\frac {20}{1{,}0614^{0{,}75}}}+{\frac {1020}{1{,}0614}}=1019{,}24}

## Дисконтированная стоимость некоторых денежных потоков

### Дисконтированная стоимость аннуитета
Если поток платежей аннуитетный, то есть платежи имеют одинаковую величину и выплачиваются через равные промежутки времени, то эта формула принимает вид (исходя из известной формулы суммы геометрической прогрессии):
{\displaystyle PV\,=\,{\frac {CF}{i}}\cdot [1-{\frac {1}{\left(1+i\right)^{n}}}]\,=\,CF\cdot {\frac {1-(1+i)^{-n}}{i}}},
где {\displaystyle CF} — аннуитетный платёж, осуществляемый {\displaystyle n} раз; {\displaystyle i} — ставка дисконтирования; {\displaystyle PV} — дисконтированная стоимость аннуитетных платежей {\displaystyle CF}.

#### Дисконтированная стоимость вечных аннуитетов (перпетуитетов)
Для вечного аннуитета, то есть при бесконечно большом {\displaystyle n}, выражение в квадратных скобках в формуле дисконтированной стоимости аннуитета, становится равным единице, поэтому формула ещё более упрощается:
{\displaystyle PV\,=\,{\frac {CF}{i}}}

### Дисконтированная стоимость платежей с постоянным темпом роста
Если платежи растут с постоянным темпом прироста g, то их дисконтированная стоимость вычисляется по формуле:
{\displaystyle PV\,=\,{CF_{1} \over i-g}\left[1-\left({1+g \over 1+i}\right)^{n}\right]},
где {\displaystyle CF_{1}} — платёж, осуществляемый в первый период, {\displaystyle n} — число периодов, {\displaystyle i} — ставка дисконтирования.
В пределе (при бесконечно большом n) при {\displaystyle g<i} получается следующая простая формула (модели Гордона):
{\displaystyle PV\,=\,{CF_{1} \over i-g}}

## Связанные понятия
- Чистый дисконтированный доход (ЧДД) или чистая дисконтированная (приведённая, текущая) стоимость (Net Present Value, NPV) — дисконтированная стоимость будущих доходов от инвестиционного проекта за минусом (дисконтированной) стоимости вложений в проект. Характеризует эффективность инвестиционного проекта и является одним из критериев выбора инвестиционных проектов.